# Mashrou' Leila
Mashrou' Leila (arab. مشروع ليلى trans. Mašrūʿ Laylà, transliterowane także jako Mashrou3 Leila), libańska grupa muzyczna powstała w Bejrucie w roku 2008.
Grupa powstała na Uniwersytecie Amerykańskim w Bejrucie. W 2009 członkowie zespołu wydali debiutancki album Mashrou' Leila. W marcu tego samego roku wygrali konkurs organizowany przez Radio Liban. 
Do czerwca 2019 roku wszystkie utwory Mashrou' Leila były napisane w języku arabskim. 
W sierpniu 2022 roku zespół ogłosił zakończenie swojej działalności w związku z ciągłymi prześladowaniami ze strony władz oraz ostrymi reakcjami na poruszane w twórczości tematy związane ze środowiskiem LGBTQIA+, a także z falą wrogości ze strony duchownych i innych osób.

## Dyskografia
- 2009 - Mashrou' Leila LP
- 2011 - El Hal Romancy EP
- 2013 - RAASÜK LP
- 2015 - Ibn El Leil LP
- 2019 - The Beirut School LP